# John Dias
John Dias (sinh ngày 4 tháng 8 năm 1978) là một cầu thủ bóng đá người Ấn Độ thi đấu ở vị trí hậu vệ cho Air India FC ở I-League.

## Sự nghiệp

### Air India
Dias có màn ra mắt cho Air India F.C. ngày 20 tháng 9 năm 2012 trong trận đấu tại Cúp Liên đoàn trước Mohammedan trên Sân vận động Kanchenjunga ở Siliguri, West Bengal mà anh đá chính; Air India thất bại 0–1.

## Thống kê sự nghiệp

### Câu lạc bộ
Số liệu chính xác tính đến ngày 12 tháng 5 năm 2013
| Câu lạc bộ          | Mùa giải            | Giải vô địch | Giải vô địch | Cúp Liên đoàn | Cúp Liên đoàn | Cúp Durand | Cúp Durand | AFC     | AFC       | Tổng    | Tổng      |
| Câu lạc bộ          | Mùa giải            | Số trận      | Bàn thắng    | Số trận       | Bàn thắng     | Số trận    | Bàn thắng  | Số trận | Bàn thắng | Số trận | Bàn thắng |
| ------------------- | ------------------- | ------------ | ------------ | ------------- | ------------- | ---------- | ---------- | ------- | --------- | ------- | --------- |
| Air India           | 2012–13             | 8            | 0            | 2             | 0             | 0          | 0          | -       | -         | 10      | 0         |
| Tổng cộng sự nghiệp | Tổng cộng sự nghiệp | 8            | 0            | 2             | 0             | 0          | 0          | 0       | 0         | 10      | 0         |